# Emmanuel Guibert
Emmanuel Guibert (París, 1964) és dibuixant i guionista de Còmics.
Va debutar en la historieta amb Brune, una dura revisió de l'ascens del nazisme a Alemanya, que es va publicar el 1992. El seu estil evolucionaria ràpidament a partir de la seua participació en L'Atelier des Vosges, juntament a autors com Frédéric Boilet, Emile Bravo, Christophe Blain o Joann Sfar, sorprenent a la crítica i públic francès amb La Guerra d'Alan.
En 2003 va començar la publicació de la seva obra més premiada, El Fotògraf, realitzada en col·laboració amb el fotògraf Didier Lefèvre, que narra el treball d'un grup de Metges sense Fronteres a Afganistan.
Ha col·laborat amb altres autors, com Joann Sfar (La Filla del Professor) o David B. (El Capità Escarlata).